# PIT-Radwar
PIT-RADWAR S.A. – акціонерне товариство, діяльність якого зосереджена на системах радіолокації, радіоелектронної розвідки, систем протиповітряної оборони та систем управління вогнем. PIT-RADWAR S.A. є спадкоємцем кількох десятиліть досвіду Інституту промислових телекомунікацій, CNPEP RADWAR S.A. та PPPE „Dolam” S.A..
У 2010 році Інститут промислових телекомунікацій S.A., RADWAR S.A. та PPPE „Dolam” S.A., сформували групу продуктів під назвою Відділ електроніки. Через кілька місяців, наприкінці 2011 року, компанії були об’єднані під назвою Інститут промислових телекомунікацій S.A. 5 березня 2012 року компанія змінила назву на Bumar Elektronika S.A.
30 червня 2014 року рішенням районного суду ім’я «Бумар Електроніка С.А. було змінено на PIT-RADWAR S.A..
З 2014 року компанія входить до складу Polska Grupa Zbrojeniowa.

## Історія
22 березня 1934 р. згідно з наказом міністра пошти і телеграфу було створено Державний інститут зв'язку. Метою новоствореного Інституту було проведення низки досліджень у галузі телекомунікацій, як військових, так і цивільних.
У 1949 році було створено Гданське відділення, діяльність якого була зосереджена на морській електроніці. У 1951 році Інститут промислового зв'язку відокремився від Державного інституту зв'язку. У тому ж році вчені Інституту розробили перший в країні радар попередження.

## Продукція
- Системи радіолокаційної розвідки
  - Система ідентифікації «свій — чужий»
  - Система пасивного розташування
  - Система Gunica (PRP-25M і PRP-25S)
  - NUR-22-N (3D)
  - ZDPSR Soła
  - ZDPSR Bystra
  - Авіаційний радар ARS-800 для спостереження над морською поверхнею
  - Мобільний радар спостереження середньої дальності TRS-15
  - RZRA Liwiec
  - Radar mobilny RM-100
- Системи забезпечення управління вогнем
  - Szafran
  - Łowcza-3
  - OPL WD-2001
  - WD-95 Blenda
  - Автомобіль управління вогнем WG-35
- Протипожежні заходи
  - 35-мм морська гарматна система АМ-35
  - 35-мм автоматична зенітна система А-35 / АГ-35
  - SPZR Poprad

## Галерея

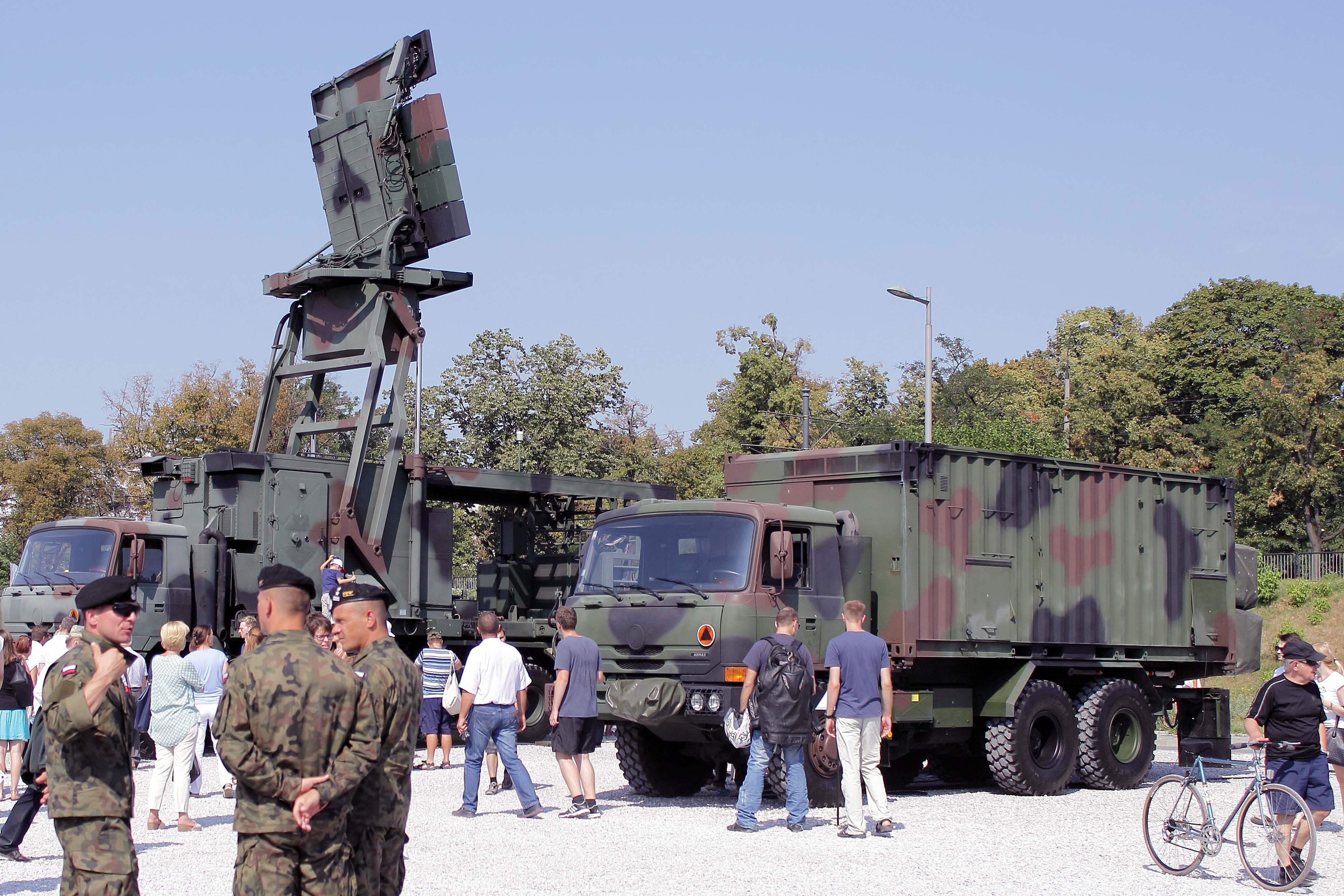
NUR-15 на Міжнародні виставці оборонної промисловості MSPO в Кельцях, 2011 рік.
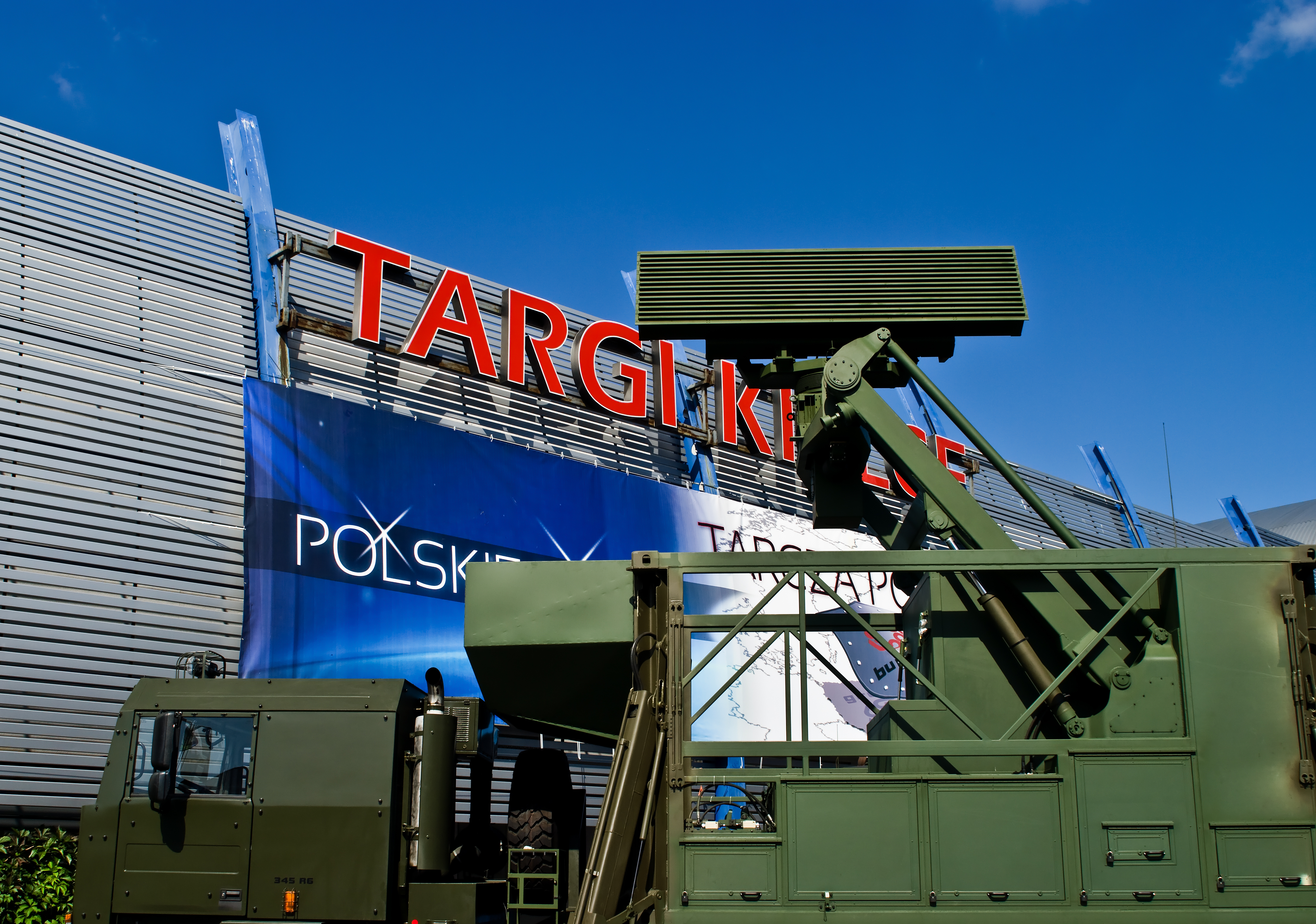
NUR-22-N (3D)
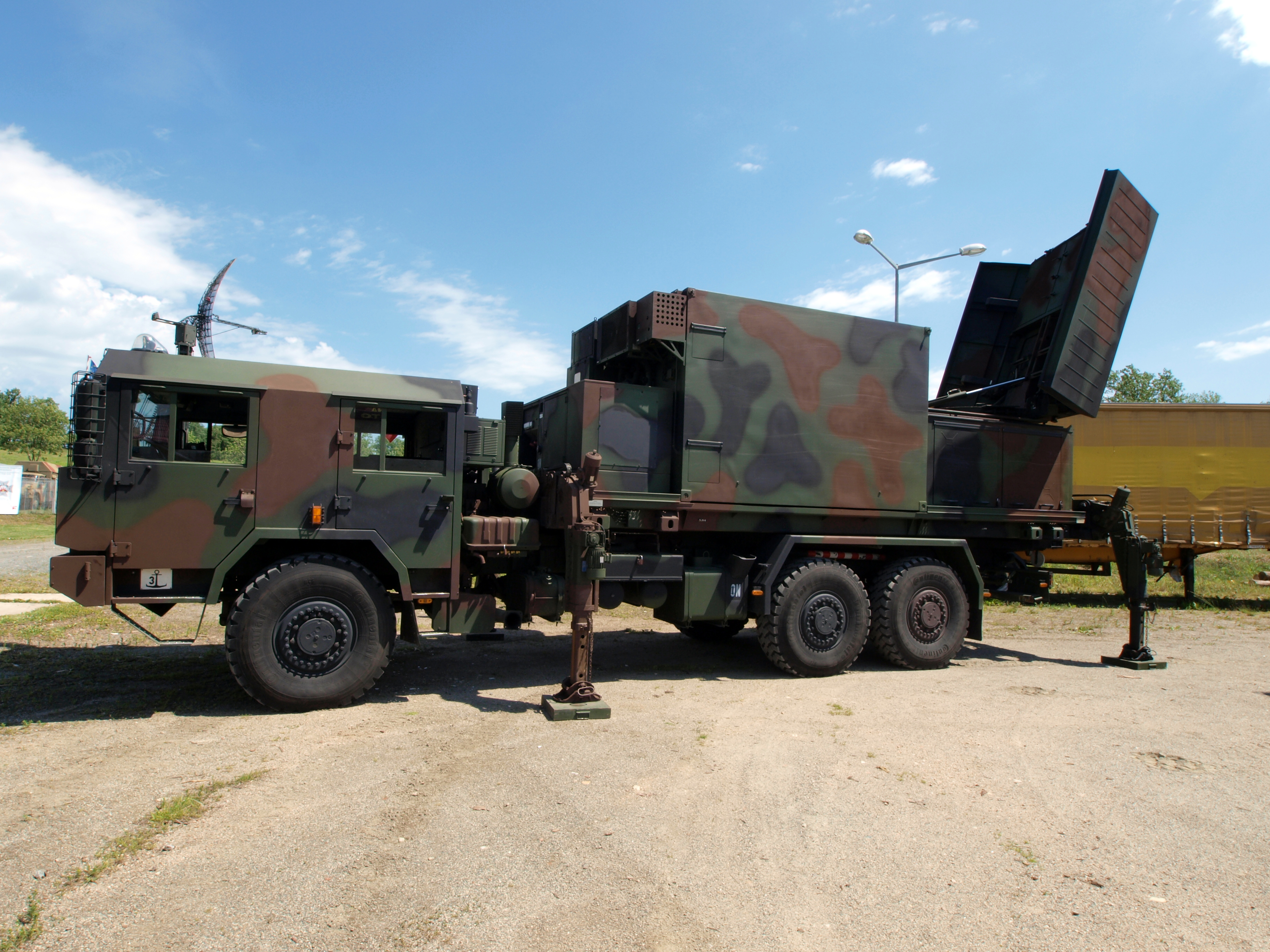
Артилерійський радар RZRA Liwiec
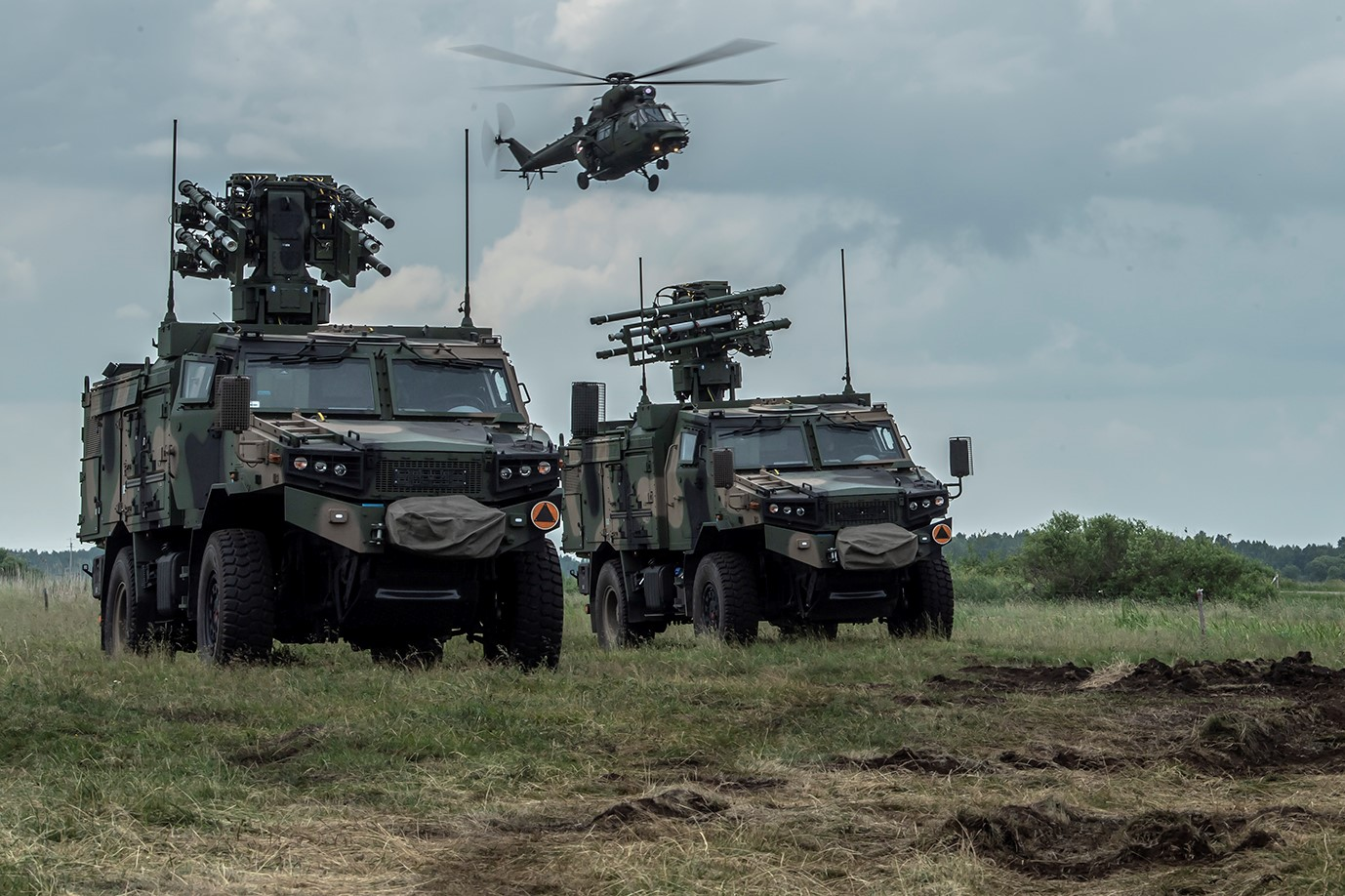
SPZR Poprad що належить до 15-ї Гіжицької механізованої бригади
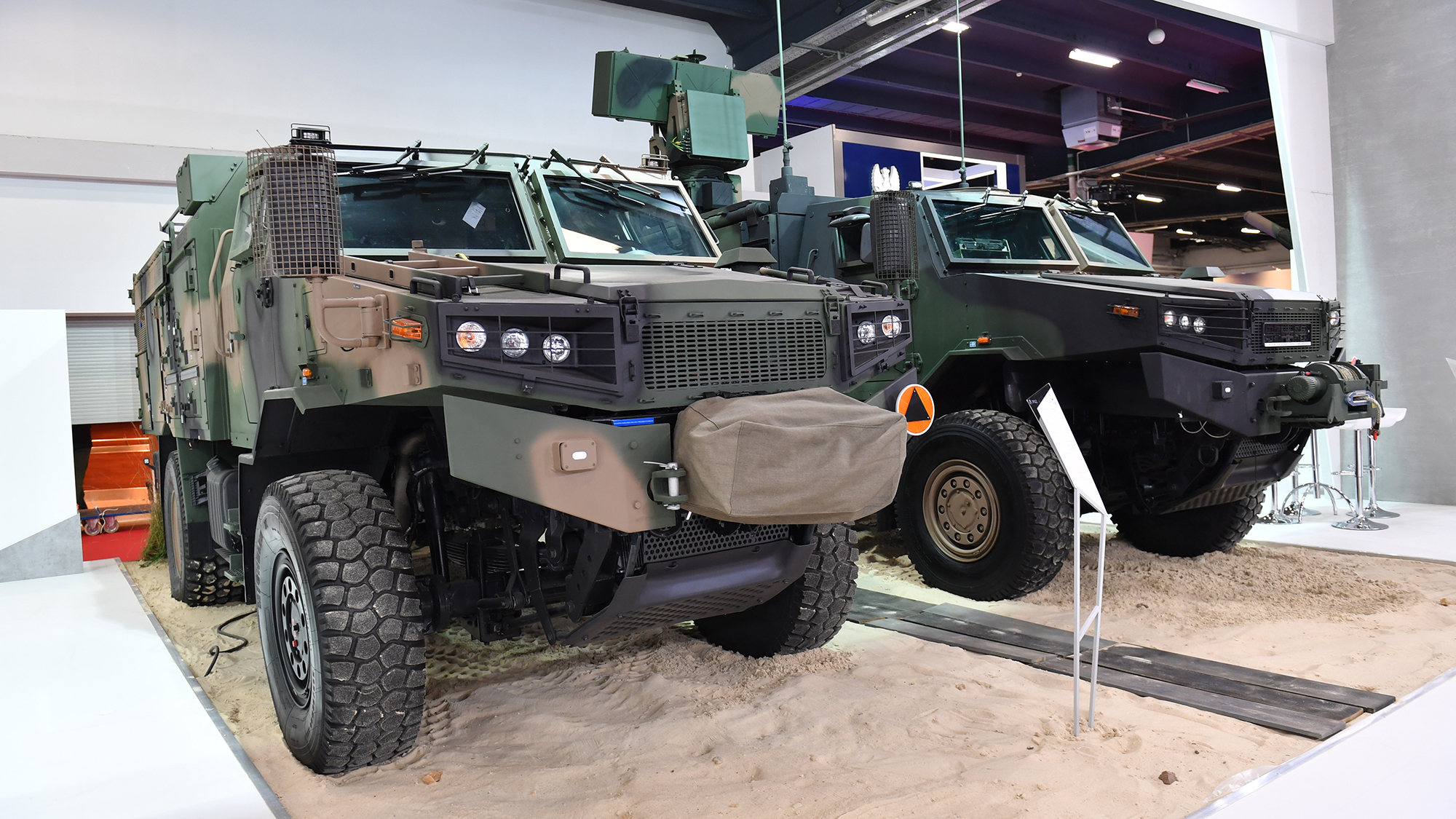
Радіолокаційна станція ZDPSR Bystra
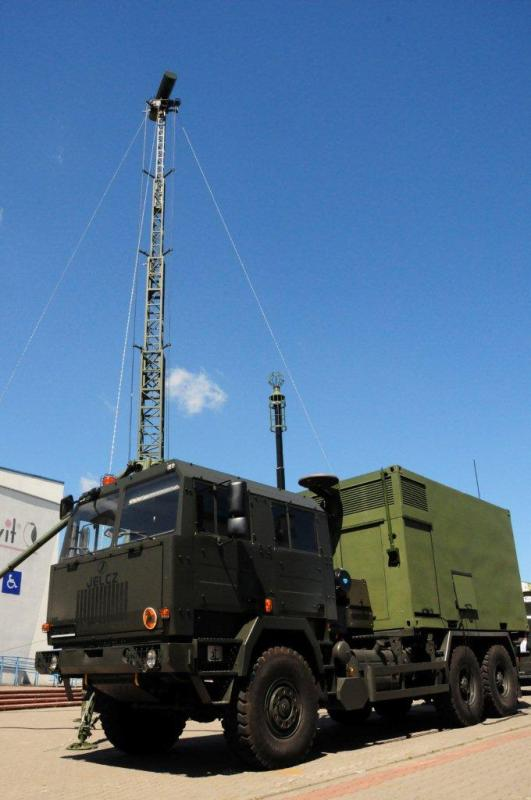
Мобільний радар RM-100 призначена для виявлення і автоматичного супроводу надводних цілей і одночасного визначення їх координат
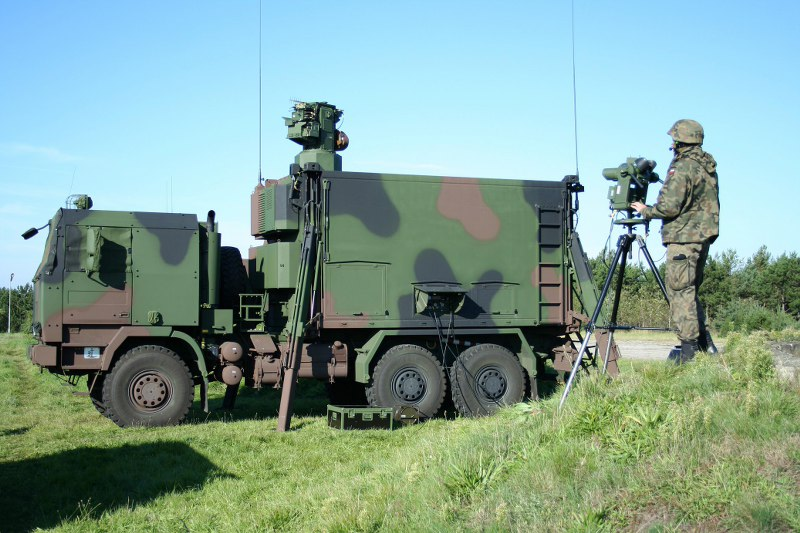
Командна машина системи WD-95 Blenda